# Félix de Berton des Balbes de Crillon
François Félix Dorothée de Berton des Balbes de Crillon, 1er et 4e duc de Crillon (Paris, 22 juillet 1748 - Paris, 27 janvier 1820) est un homme politique et militaire français.

## Biographie

### Jeunesse
La famille de François Félix Dorothée Berton de Crillon est originaire d'Avignon, dans le Comtat Venaissin, un des États pontificaux.
Il est le deuxième fils de Louis de Berton des Balbes de Crillon, 2e duc de Crillon, officier français passé au service de l'Espagne, qui se distingua à l'expédition de Minorque et d'Élisabeth Couvay de Bernay.
Son grand-père, François Félix de Berton des Balbes de Crillon, obtient en 1725 l'érection en duché par le pape Benoît XIII de sa seigneurie de Crillon, située dans le Comtat Venaissin.

### États de service militaire
Il entre au service en 1760, à l'âge de douze ans, comme aide de camp de son père. En 1763, il passe exempt, avec le grade de colonel, en 1766 colonel, en 1769 colonel de grenadiers.
En 1778, il est fait chevalier de Saint Louis. En 1780, il est promu brigadier d'infanterie et en 1784 maréchal de camp. En 1782, il assiste aux sièges de Port Mahon et de Gibraltar, dirigés par son père.
En 1783, il achète à Claude Louis, marquis de Saisseval, le marquisat de Saisseval, anciennement comté de Caigny, puis duché de Boufflers, non loin de Beauvais. En 1784, il obtient que cette terre prenne le nom de Crillon. La possession de cette terre fait de lui le grand-bailli d'épée du bailliage de Beauvais.
Il est promu maréchal de camp le 1er janvier 1784, puis lieutenant général le 1er février 1792, dans l'armée de Nicolas Luckner.

### Carrière politique
Il est élu député aux États généraux de 1789 par la noblesse du Beauvaisis, en recevant le mandat de demander la réunion des trois ordres et le vote par tête. Il siège aux Etats généraux avec son frère ainé, Louis Pierre Nolasque de Balbes de Berton de Crillon, député de la noblesse du Bailliage de Troyes.
Il fait partie des 47 députés de la noblesse qui rejoignent le tiers état dès le 25 juin 1789. Il s'exprime fréquemment à la tribune.
Il est actif au sein de différents comités. En 1791, il pousse en avant la fabrication d'assignats pour un capital équivalent à celui des domaines nationaux.
Il vote contre le rattachement d'Avignon et du Comtat Venaissin, d'où est originaire sa famille, au royaume de France.
Le 22 juin 1791, il prête le serment des militaires, avec son frère. Avec lui aussi, il appartient en 1790 au Club de 1789 et en 1791 au Club des feuillants.
Pendant la terreur, il est emprisonné à Gournay-en-Bray, mais le 9 Thermidor le sauve. En 1800, il est retraité de l'armée. Pendant le consulat, il est membre du conseil général de l'Oise. Durant les cent-jours, il reste dans la retraite à Crillon.
Le 17 août 1815 il est créé pair de France et fait duc-pair par ordonnance du 31 août 1817, avec institution d'un majorat par lettres patentes du 20 décembre 1817. Il est le premier duc français de Crillon.
Il siège à gauche à la chambre des pairs, vote la mort du maréchal Ney. Lorsqu'il meurt, en 1820, l'ainé de ses fils lui succède à la chambre des pairs.

### L'Hôtel de Crillon
En 1788, le duc de Crillon avait fait l'acquisition de l'hôtel d'Aumont, situé au № 10 de la place de la Concorde à Paris. Ayant pris le nom d' Hôtel de Crillon, celui-ci se transmet dans sa descendance, qui l'occupe jusqu'en 1907. Il est alors acheté à ses descendants, avec deux immeubles qui lui font suite dans la rue Boissy-d'Anglas, par la Société des Grands Magasins et des Hôtels du Louvre (actuel Groupe du Louvre) qui décide de transformer cet hôtel particulier, afin d'y aménager le palace que nous connaissons aujourd'hui.

## Famille
Il épouse, le 10 octobre 1774, Marie Charlotte Carbon (1754-1835), fille de Gérard Carbon et de Marie Joachim Trudaine. Ils ont cinq enfant : 
- Marie Louise Dorothée Bonne Charlotte Sophie de Berton des Balbes de Crillon (12 septembre 1775 - 1790), célibataire, sans enfants ;
- Louis Marie Félix Alexis Gérard de Berton des Balbes de Crillon (1779 - 1781), célibataire, sans enfants ;
- Marie Gérard Louis Félix Jules de Berton des Balbes de Crillon (1781 - 1782), célibataire, sans enfants ;
- Rodrigue de Berton des Balbes de Crillon, second et dernier duc français de Crillon, pair de France, (15 décembre 1782 - 22 avril 1870) épouse en 1806 Françoise Victurnienne Zoé de Rochechouart de Mortemart (10 juin 1787 - 3 mars 1849), dont descendance ;
- Prosper de Berton des Balbes de Crillon, comte de Crillon, pair de France, héritier de l'hôtel de Crillon, (31 juillet 1784 - 4 mars 1869) épouse en 1810 Caroline Louise d'Herbouville (23 avril 1789 - 2 juin 1863), dont descendance.

## Distinctions

### Décorations françaises
- Chevalier de l'Ordre royal et militaire de Saint-Louis